# The Marvel Action Hour
The Marvel Action Hour war ein Block aus den beiden Fernsehsendungen Der unbesiegbare Iron Man und Die Fantastischen Vier mit neuen Abenteuern. Verantwortlich war die Produktionsfirma Marvel Productions Ltd (als Teil von New World Entertainment). The Marvel Action Hour wurde das erste Mal 1994 ausgestrahlt und hielt sich zwei Staffeln.

## Konzept
Die erste halbe Stunde bestand aus der Serie Der unbesiegbare Iron Man, eine Adaption des Comics Iron Man, die zweite halbe Stunde bestand aus Die Fantastischen Vier mit neuen Abenteuern, einer Adaption der gleichnamigen Comicreihe. Insbesondere in der ersten Staffel waren viele Folgen Remakes der 1960 gedrehten Fernsehserie Die Fantastischen Vier. In der ersten Staffel sprach Stan Lee, Erfinder beider Comics und Chef von Marvel Comics, über jeden der Charaktere und erklärte, was ihn inspiriert hatte, sie zu erschaffen.
Die Show wurde im Vereinigten Königreich anders ausgestrahlt. Da die BBC keine Werbepausen hatte, hätte die Serie dort insgesamt nur 40 Minuten gedauert. Um auf eine Stunde zu kommen, wurden deshalb Folgen der 1980er Zeichentrickserie Der unglaubliche Hulk hinzugenommen.

### Staffel 2
Beide Zeichentrickserien wurden nach der ersten Staffel radikal überarbeitet, sowohl hinsichtlich des Vorspannes als auch bei den Animationen. Außerdem wurde der kindliche Stil der Serien abgestellt. Die Folgen richteten sich nun an jugendliche und junge Erwachsene. Deshalb wurden auch die Einleitungen von Stan Lee weggelassen.
In einigen Märkten wurde die zweite Staffel unter dem Namen Marvel Action Universe (der Name des Vorgängerprogramms in den 1980ern) vermarktet. In einigen Ländern wurde auch die Serie Biker Mice from Mars hinzugefügt.

## Ausstrahlung
In den USA wurde das Programm vor allem von Stationen übertragen, die zur Produktionsfirma New World Pictures gehörten, aber auch auf Sendern der Unternehmen Fox Broadcasting Company, The WB und Unity Broadcasting Network. Auch einige unabhängige Stationen zeigten die Sendung.
Im deutschsprachigen Raum wurden die beiden Serien getrennt voneinander ausgestrahlt und auf das Rahmenprogramm verzichtet.